# Catarina dos Santos-Wintz
Catarina dos Santos-Wintz (nascida Catarina dos Santos Firnhaber em 8 de julho de 1994, em Lisboa , Portugal ) é advogada e política alemã da União Democrata-Cristã (CDU). É deputada do parlamento federal alemão (Deutscher Bundestag) desde as eleições federais de 2021 e foi reeleita em 2025. Representa diretamente o círculo eleitoral de Aachen II (circulação 087  ) e é a primeira deputada luso-descendente no parlamento federal da Alemanha.

## Vida
Catarina dos Santos nasceu em Lisboa em 1994 e cresceu em Eschweiler (StädteRegion Aachen, Alemanha). Após concluir o ensino secundário na escola Bischöfliche Liebfrauenschule em Eschweiler em 2012, estudou Direito na Universidade de Colônia, com especialização em Direito Fiscal. Concluiu os seus exames jurídicos em 2017 e 2020. De 2020 a 2023, trabalhou como advogada numa sociedade de advogados próxima de Düsseldorf, com enfoque em sucessões empresariais e fundações. 

## Carreira política
Catarina dos Santos filiou-se na Junge Union (JU) e na União Democrata-Cristã (CDU) em 2014. No seio da CDU, atua como responsável pelos membros da CDU Aachen Land e é membro da direção executiva da CDU da Renânia do Norte-Vestfália (CDU NRW).
Desde 2020, exerce o cargo de vice-líder da bancada parlamentar da CDU no parlamento regional da Städteregion Aachen. 
Nas eleições federais de 2021, foi candidata direta da CDU pelo círculo eleitoral Aachen II. Entrou no Bundestag alemão através da 15 posição na lista da Renânia do Norte-Vestfália da CDU. Com 32,5% dos votos diretos, obteve o melhor resultado entre todos os candidatos que não conquistaram um mandato directo.   . Nas eleições federais de 2025, conquistou 40,1% dos votos directos e foi eleita diretamente para o Bundestag. .
No Bundestag alemão, Catarina dos Santos foi membro efetivo da Comissão para Assuntos Digitais e da Comissão para Assuntos  da União Europeia durante a 20.legislatura.  Atuou ainda como membro suplente da Comissão de Negócios Estrangeiros, da Comissão de Assuntos Jurídicos e da Subcomissão de Direito Europeu. Além disso, é membro da Assembleia Parlamentar Franco-Alemã e vice-presidente do Grupo Parlamentar Alemanha-Portugal. 
Desde 2022, Catarina dos Santos é Conselheira da Diáspora Portuguesa (Rede Mundial de Portugueses). 
Como parte das negociações de coalizão após as eleições federais de 2025, dos Santos trabalhou para a CDU no grupo de trabalho “Digital”.
- página inicial pessoal
- Biographie
- Catarina dos Santos-Wintz abgeordnetenwatch.de
- Perfil no site da CDU-NRW